# Pontos extremos do Luxemburgo

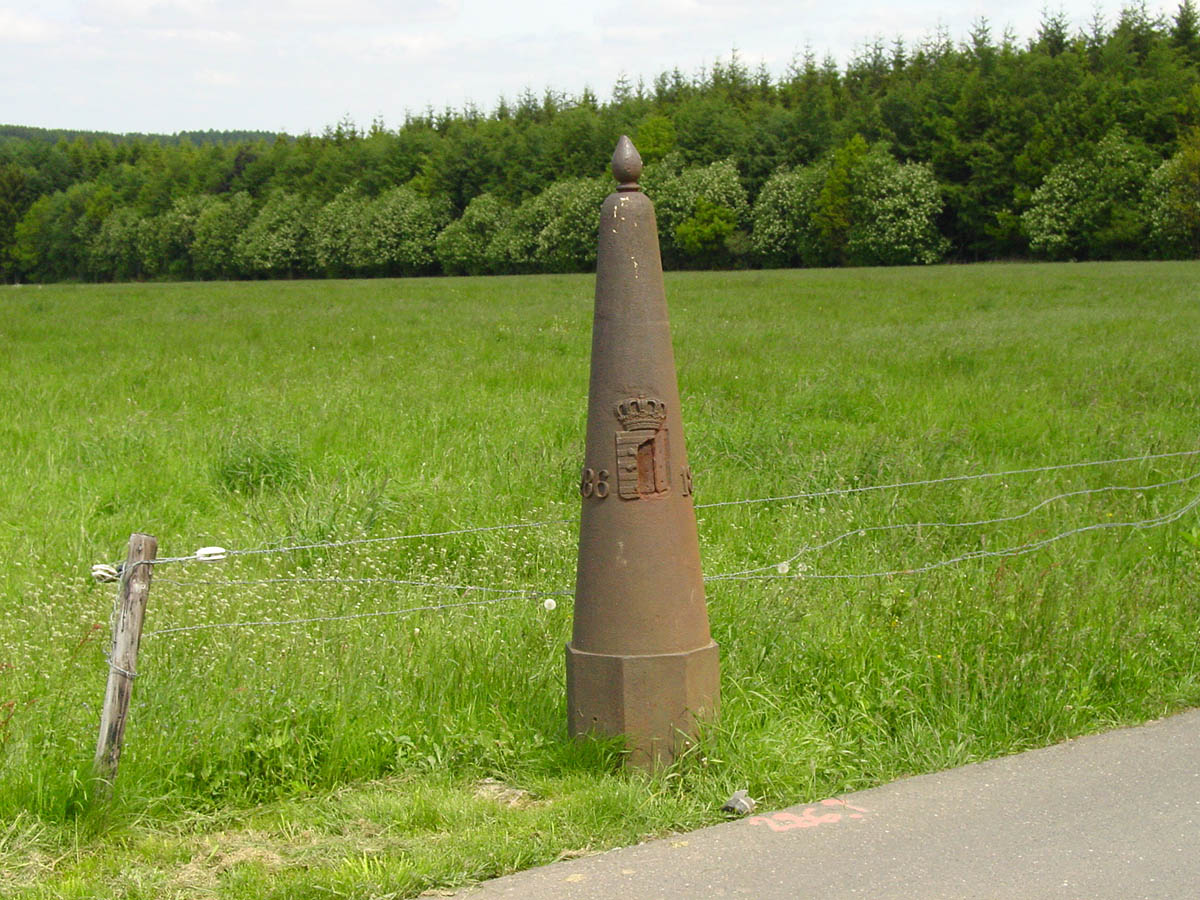
Marco de fronteira que indica o ponto mais setentrional do Luxemburgo

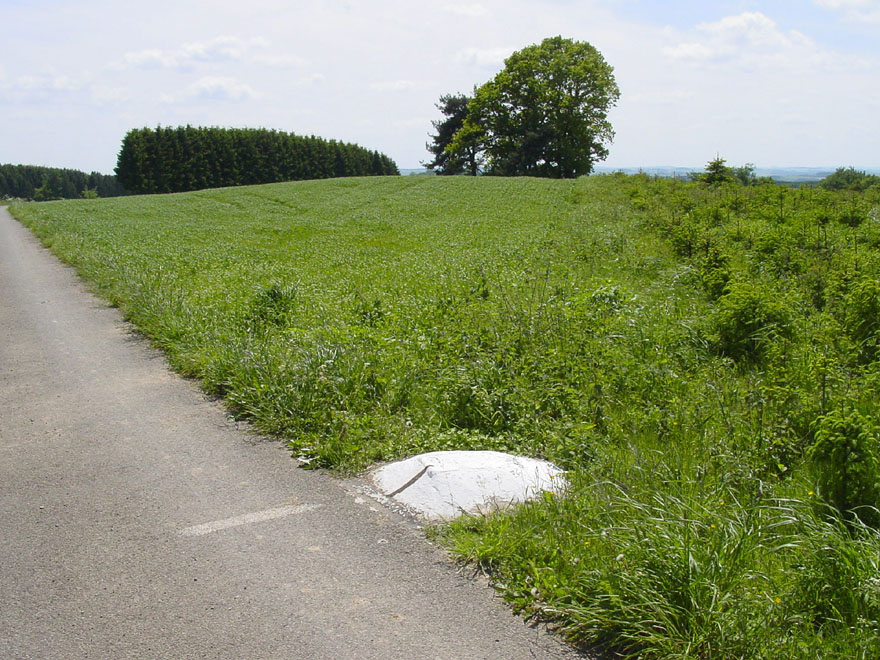
Kneiff, o ponto mais alto do Luxemburgo

Lista dos pontos extremos do Luxemburgo (os pontos que estão mais a norte, sul, leste ou oeste de qualquer outro local no território luxemburguês):

## Pontos extremos do Luxemburgo
- Ponto mais setentrional: Troisvierges, secção de Huldange
- Ponto mais meridional: Rumelange
- Ponto mais ocidental: Perlé, secção de Rombach Martelange
- Ponto mais oriental: Rosport, secção de Hinkel
- Ponto mais alto: Kneiff, comuna de Troisvierges, altitude 560 m
- Ponto mais baixo: confluência entre os rios Moselae Sûre, comuna de Mertert, altitude 132 m